# Anigrus capeneri
Anigrus capeneri är en insektsart som beskrevs av Synave 1956. Anigrus capeneri ingår i släktet Anigrus och familjen Meenoplidae. Inga underarter finns listade i Catalogue of Life.